# MoM-z14
MoM-z14 es una galaxia en la constelación de Sextans, descubierta en 2025 durante una observación por parte del programa "Mirage or Miracle" (MoM) del telescopio espacial James Webb. Su corrimiento al rojo de z = 14,44 la convierte en la galaxia más distante jamás descubierta en el universo, y sitúa su formación unos 280 millones de años después del Big Bang. Como parte de la línea de tiempo cósmica, se habría formado durante la era de reionización del universo temprano, cuando el hidrógeno neutro comenzó a ionizarse debido a la energía radiada de los primeros objetos celestes.
Es una galaxia notablemente luminosa y compacta con una masa de 108 de masas solares, lo que la hace similar en masa a la Pequeña Nube de Magallanes. Actualmente está atravesando un período de alta formación estelar, hecho que emite gran cantidad de fotones ionizantes que viajan a través de un medio interestelar prácticamente libre de polvo. Los alrededores de la galaxia están parcialmente ionizados.

## Descubrimiento
Fue descubierta el 16 de mayo de 2025 por el astrónomo Rohan Naidu, gracias al tamaño del telescopio espacial James Webb, y a su misión principal de estudiar el ensamblaje de galaxias; pues antes de este no había telescopios con espejos lo suficientemente grandes como para detectar la luz proveniente de tales galaxias distantes. El telescopio espacial Spitzer era un telescopio infrarrojo, pero no era lo suficientemente grande para detectar la galaxia MoM-z14.

## Espectroscopia
El espectro de elementos químicos en la galaxia muestra varias líneas de emisión en el ultravioleta (C IV, CIII], NIV λ1487 Å (nitrógeno), NII, He II+OIII]).
Las observaciones muestran que la mayor parte de la luz de esta proviene de estrellas y no de un núcleo galáctico activo. Por lo tanto, es probable que MoM-z14 albergue estrellas supermasivas luminosas, que es lo que la teoría predijo sobre el universo primitivo.
La relación nitrógeno-carbono de la galaxia es mayor que la observada en el Sol. Su composición química se asemeja a la de los antiguos cúmulos globulares unidos a la Vía Láctea.

## Morfología
Existen dos morfologías para estas antiguas galaxias luminosas: compacta y extendida. La relación entre estas dos morfologías y su composición química es otro posible vínculo en la evolución de las galaxias. Aquellas que son fuertes emisores de nitrógeno, como MoM-z14, son compactas.